# Esquire
Esquire este o revistă pentru bărbați din Statele Unite ale Americii, înființată în anul 1932 și deținută de trustul Hearst Corporation. Ea acordă anual distincția internațională Sexiest Woman Alive („Cea mai sexy femeie în viață”).

## Esquire în România
Revista Esquire este prezentă și în România din septembrie 2007, fiind a cinsprezecea ediție internațională a revistei.
Este editată de compania Sanoma Hearst România.